# Lijst van gouverneurs van Mizoram
Dit is een lijst van gouverneurs van de Indiase deelstaat Mizoram. De gouverneur is hoofd van de deelstaat en wordt voor een termijn van vijf jaar aangewezen door de president. De rol van de gouverneur is hoofdzakelijk ceremonieel en de echte uitvoerende macht ligt bij de ministerraad, met aan het hoofd de chief minister.

## Chief commissioner
| # | Naam      | Begin termijn  | Einde termijn |
| - | --------- | -------------- | ------------- |
| 1 | S. J. Das | 1 januari 1972 | 23 april 1972 |

## Luitenant-gouverneurs (1972–1987)
| # | Naam                 | Begin termijn     | Einde termijn     |
| - | -------------------- | ----------------- | ----------------- |
| 1 | S. P. Mukherjee      | 24 april 1972     | 12 juni 1974      |
| 2 | S. K. Chibber        | 13 juni 1974      | 26 september 1977 |
| 3 | N. P. Mathur         | 27 september 1977 | 15 april 1981     |
| 4 | Sourendra Nath Kohli | 16 april 1981     | 9 augustus 1983   |
| 5 | H. S. Dubey          | 10 augustus 1983  | 10 december 1986  |
| 6 | Hiteswar Saikia      | 11 december 1986  | 19 februari 1987  |

## Gouverneurs (sinds 1987)
| #   | Naam                             | Begin termijn     | Einde termijn     |
| --- | -------------------------------- | ----------------- | ----------------- |
| 1   | Hiteswar Saikia                  | 20 februari 1987  | 30 april 1989     |
| wnd | Kotikalapudi Venkata Krishna Rao | 1 mei 1989        | 20 juli 1989      |
| 2   | Williamson Ampang Sangma         | 21 juli 1989      | 7 februari 1990   |
| 3   | Swaraj Kaushal                   | 8 februari 1990   | 9 februari 1993   |
| 4   | Paty Ripple Kyndiah              | 10 februari 1993  | 28 januari 1998   |
| 5   | A. P. Mukherjee                  | 29 januari 1998   | 1 mei 1998        |
| 6   | A. Padmanabhan                   | 2 mei 1998        | 30 november 2000  |
| wnd | Ved Marwah                       | 1 december 2000   | 17 mei 2001       |
| 7   | Amolak Rattan Kohli              | 18 mei 2001       | 24 juli 2006      |
| 8   | Madan Mohan Lakhera              | 25 juli 2006      | 2 september 2011  |
| 9   | Vakkom Purushothaman             | 2 september 2011  | 6 juli 2014       |
| 10  | Kamla Beniwal                    | 6 juli 2014       | 8 augustus 2014   |
| wnd | Vinod Duggal                     | 8 augustus 2014   | 16 september 2014 |
| 11  | Krishan Kant Paul                | 16 september 2014 | 8 januari 2015    |
| 12  | Aziz Qureshi                     | 9 januari 2015    | 4 april 2015      |
| wnd | Keshari Nath Tripathi            | 4 april 2015      | 25 mei 2015       |
| 13  | Nirbhay Sharma                   | 26 mei 2015       | 28 mei 2018       |
| 14  | Kummanam Rajasekharan            | 29 mei 2018       | 8 maart 2019      |
| wnd | Jagdish Mukhi                    | 9 maart 2019      | 25 oktober 2019   |
| 15  | P. S. Sreedharan Pillai          | 25 oktober 2019   | 6 juli 2021       |